# Samuel Gruber
Samuel H. Gruber, född den 14 maj 1938, död den 18 april 2019, var en amerikansk biolog med inriktning på hajar samt grundare av the American Elasmobranch Society. 
Gruber var professor vid University of Miami's Rosential School för marin- och luftforskning och ledde Bimini Field Station. Hans arbete täckde ett brett spann av fisk-ämnen. Han var dock mest känd för sitt arbete med hajar, särskilt citronhajarna samt skrev hundratals artiklar och skrifter samt flera böcker.